# Hwanghae Sul
Hwanghae Sul (Hwanghae-namdo; 황해 남도; 黃海南道) é uma província da Coreia do Norte.